# Corrent de Labrador

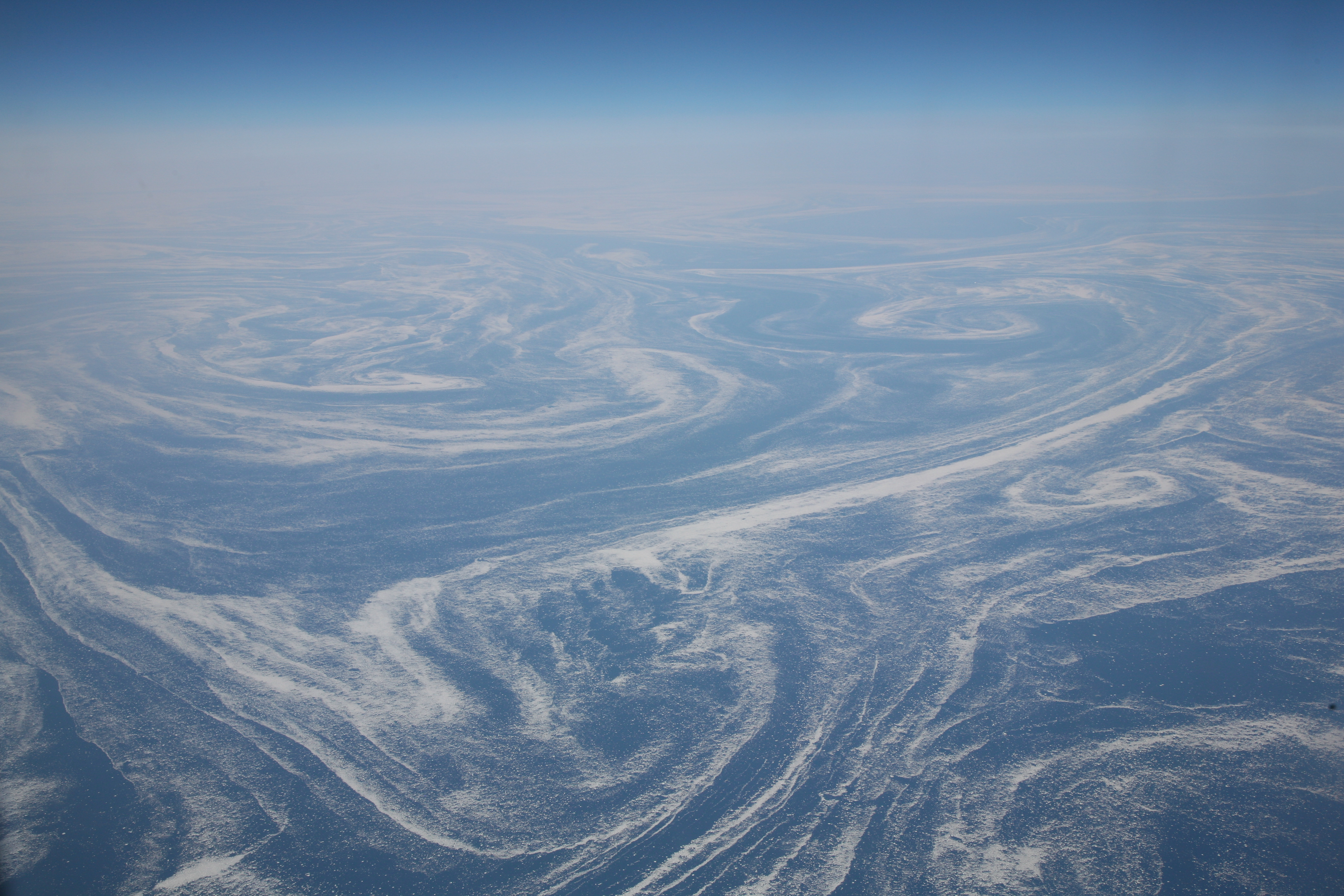
Foto de remolins en el corrent de Labrador

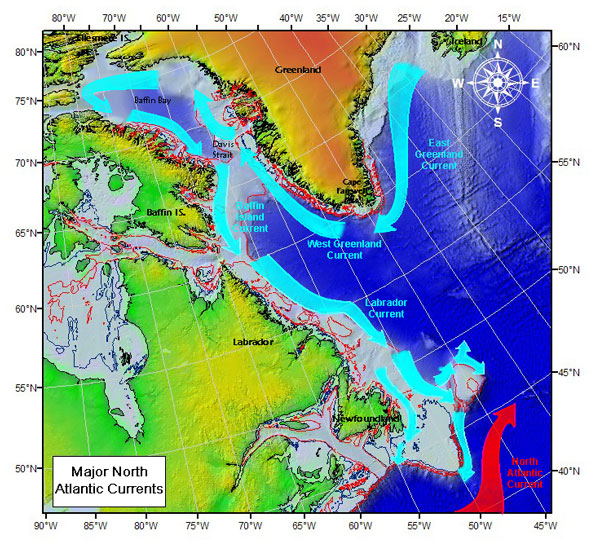
Mapa del corrent de Labrador

El corrent de Labrador és un corrent oceànic fred de l'oceà atlàntic nord el qual flueix de l'oceà Àrtic cap al sud al llarg de la costa de Labrador i passa al voltant de l'illa de Terranova, continuant al sud per la costa de Nova Escòcia. És la continuació del corrent de Groenlàndia occidental i del corrent de l'illa de Baffin.
Troba les aigües més càlides del corrent del Golf i la confluència dels dos corrents origina fortes boires i també la riquesa pesquera de la zona.
A la primavera i principi d'estiu aquest corrent transporta icebergs de les glaceres de Groenlàndia cap al sud en la ruta dels vaixells tranatlàntics.
L'aigua del corrent de Labrador refreden l'ambient de les províncies atlàntiques del Canadà i la costa de Nova Anglaterra però rarament tenen efecte al sud del Cap Cod. Això es pot veure en el fet que el límit arbori es troba uns 15 º de latitud més al sud que a Sibèria, Europa o el Canadà occidental.
La velocitat d'aquest corrent segons Reynaud et al (1955) és de 0,3–0,5 m/s. El corrent del Labrador té tendència a anar més al sud i a l'est del que seria normal i això fa perillosa la navegació pel gel que pot transportar. Aquest corrent ha arribat a transportar icbergs tan al sud com les Bermudes i tan a l'est com les Illes Açores.